# Valea Babei (okręg Vâlcea)
Valea Babei – wieś w Rumunii, w okręgu Vâlcea, w gminie Runcu. W 2011 roku liczyła 283 mieszkańców.